# Powiat Birnbaum
Powiat Birnbaum (niem. Kreis Birnbaum, pol. powiat międzychodzki) – niemiecki powiat istniejący w okresie od 1818 do 1919 r. na terenie prowincji poznańskiej.
W ramach reformy administracyjnej z 1818 r. wydzielono powiat Birnbaum z powiatu Meseritz, którego siedzibą stał się Chalin, a od 1833 r. Sieraków, zaś ostatecznie od 1867 r. Międzychód. W 1887 r. z powiatu Birnbaum utworzono odrębny powiat Schwerin an der Warthe. W 1918 r. w prowincji poznańskiej wybuchło powstanie wielkopolskie przeciwko rządom niemieckim, ale powiat Birnbaum pozostał pod kontrolą niemiecką. W 1919 r. w ramach traktatu wersalskiego terytorium powiatu trafiło w 1920 r. do państwa polskiego.
W 1910 r. powiat obejmował 95 gmin o powierzchni 642,36 km² zamieszkanych przez 28.887 osób.